# Generale Staf-Comité
Het Generale Staf-Comité is een onderdeel van de Veiligheidsraad van de Verenigde Naties. Het bestaat uit de stafchefs van de vijf permanente leden van de Veiligheidsraad. Het comité heeft een adviserende en assisterende rol naar de Veiligheidsraad toe over de aan de Verenigde Naties ter beschikking gestelde strijdkrachten.

## Samenstelling

### De leden
De vijf permanente leden van de VN-Veiligheidsraad:
- China
- Frankrijk
- Rusland

- Verenigd Koninkrijk
- Verenigde Staten

### Voorzitterschap
Het voorzitterschap van het comité wordt bepaald door een rotatiesysteem volgens de alfabetische volgorde van de landsnamen van de leden.
Het voorzitterschap begint bij het begin van een maand en duurt ook één maand.

## Oprichting
Dat het Generale Staf-Comité opgericht zou worden werd al vastgelegd in artikel 47 van het Handvest van de Verenigde Naties. De artikelen die het comité vermelden of er betrekking op hebben zijn:
Artikel 26De Veiligheidsraad zal met de hulp van het Generale Staf-Comité plannen maken om een systeem van wapenregulering op te zetten.
Artikel 42De Veiligheidsraad mag indien nodig de VN-strijdkrachten inzetten om de internationale vrede en veiligheid te herstellen.
Artikel 43Alle lidstaten van de Verenigde Naties moeten hiervoor op verzoek van de Veiligheidsraad strijdkrachten leveren (1) zoals vast te leggen (3) in bijzondere overeenkomsten (2).
Artikel 44De Veiligheidsraad moet een VN-lidstaat die geen deel uitmaakt van de raad eerst vragen of hij strijdkrachten wil bijdragen.
Artikel 45De VN-lidstaten moeten luchtmachtcontingenten gereed houden voor het geval van militaire noodzaak.
Artikel 46Plannen voor de inzet van de strijdkrachten zullen door de Veiligheidsraad gemaakt worden met de hulp van het Generale Staf-Comité.
Artikel 47
1. Er zal een Generale Staf-Comité opgericht worden om de Veiligheidsraad advies en bijstand te verlenen inzake alle aangelegenheden die verband houden met de militaire behoeften van de Veiligheidsraad ter handhaving van de internationale vrede en veiligheid, het inzetten van en de bevelvoering over de aan de Raad ter beschikking gestelde strijdkrachten, de wapenbeheersing en eventuele ontwapening.
2. Het Generale Staf-Comité zal bestaan uit de stafchefs van de permanente leden van de Veiligheidsraad of hun vertegenwoordigers. Een niet-permanent lid zal door het comité uitgenodigd worden als dat noodzakelijk is voor zijn taken.
3. Het Generale Staf-Comité zal onder toezicht van de Veiligheidsraad verantwoordelijk zijn voor het strategische gebruik van de VN-strijdkrachten.
4. Het Generale Staf-Comité mag, na toestemming van de Veiligheidsraad en na overleg met de daarvoor in aanmerking komende regionale organen, regionale subcomités oprichten.

## Werking

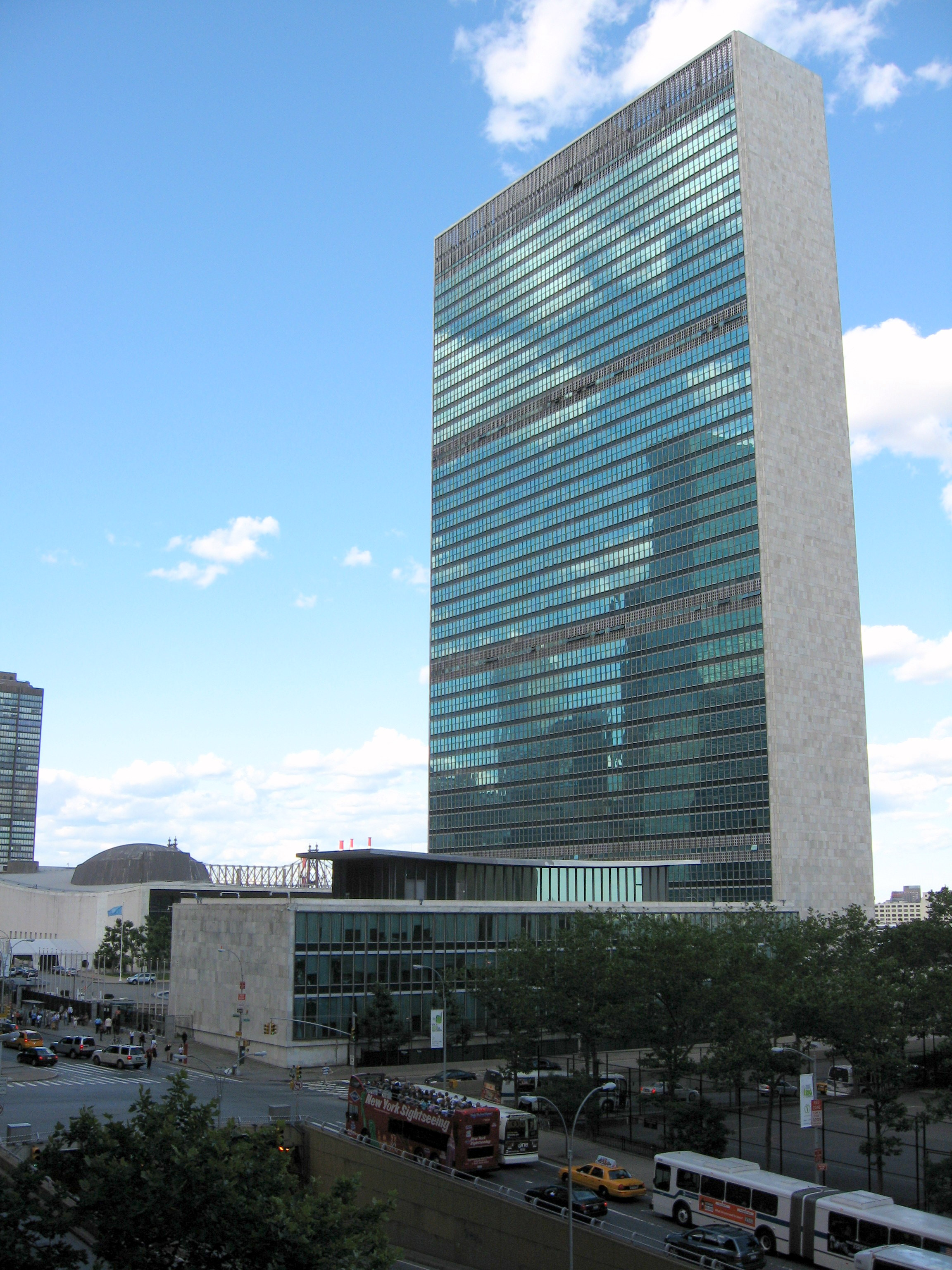
Het General Staf-Comité is gevestigd op de hoogste verdiepingen van het hoofdkwartier van de Verenigde Naties in New York.

### Het begin
In zijn eerste resolutie bepaalde de VN-Veiligheidsraad dat het Generale Staf-Comité de eerste keer zou vergaderen in Londen op 1 februari 1946. Het comité komt elke veertien dagen bijeen. Zoals vastgelegd in resolutie 1 begon het comité met het uitwerken van voorstellen voor zijn eigen organisatie en procedures.
In 1947 vroeg de Algemene Vergadering van de Verenigde Naties in enkele resoluties aan de Veiligheidsraad om uiterlijk 30 april resultaten te krijgen van het Generale Staf-Comité. Midden dat jaar gaf het comité een voorlopige schatting van de grootte van de VN-strijdkrachten. Het belangrijkste onderdeel ervan zou de luchtmacht zijn.

### De VN-strijdkrachten
Volgens de verschillende voorstellen zouden de VN-strijdkrachten ongeveer de volgende sterkte hebben:
- 750 bommenwerpers
- 500 gevechtsvliegtuigen
- 25 andere vliegtuigtypen
- 3 slagschepen
- 4 supervliegdekschepen
- 2 vliegdekschepen
- 12 kruisers

- 33 torpedobootjagers
- 64 fregatten
- 24 mijnenvegers
- 14 onderzeeërs
- Uitrusting voor 4 brigades (16.000 manschappen)
- 15 divisies (375.000-450.000 manschappen)

### Impasse
Tegen augustus 1948 kwam de Koude Oorlog tussen de VS en de USSR pas echt op gang en werden de vergaderingen een nutteloze routine waarna een impasse werd verklaard. Op 2 juli 1948 rapporteerde het comité aan de Veiligheidsraad dat het niet in staat was zijn mandaat uit te voeren. Dit veroorzaakte dat geen enkel lid de beloofde strijdkrachten gereed had staan. Het Generale Staf-Comité werd een slapend onderdeel van de VN, wiens tweewekelijkse vergaderingen enkel nog een formaliteit waren. In 1990 kwam het comité weer even tot leven toen het de zeepatrouilles coördineerde zoals dat jaar was gevraagd in Resolutie 665 van de Veiligheidsraad. Toch werd hierna besloten het comité niet te reactiveren.